# Армяне в ОАЭ
Армяне в Объединённых Арабских Эмиратах (араб. الأرمن في الإمارات العربية المتحدة‎, арм. Հայերն Արաբական Միացյալ Էմիրություններում) — этнические армяне, проживающие в Объединенных Арабских Эмиратах. По состоянию на 2021 год, их численность составляет около 10 000 человек.
Армяне компактно проживают в основном в Дубае, Шардже и Абу-Даби.

## Современная миграция

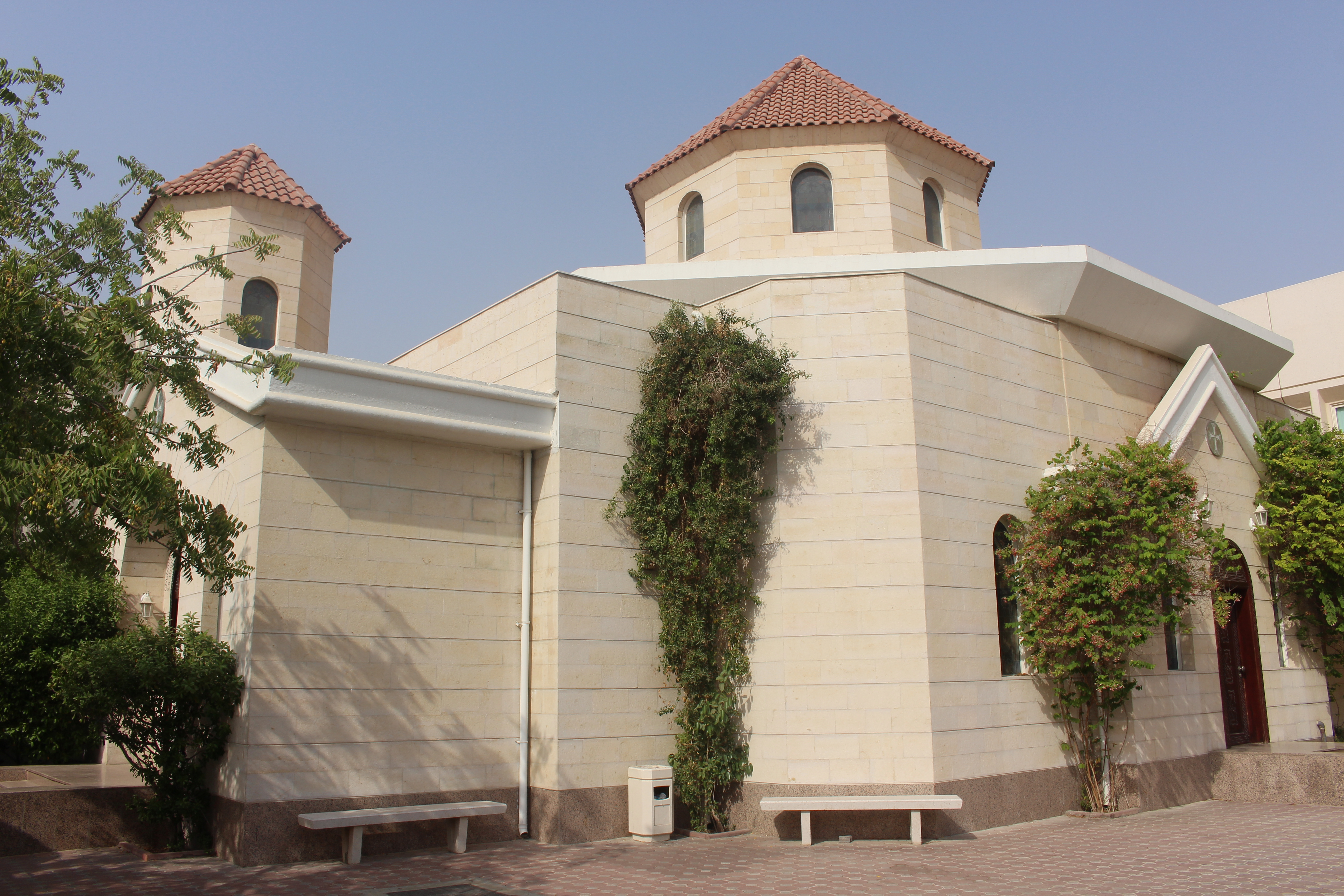
Армянская апостольская церковь в Шардже

Многие армяне из Ливана, Сирии и других арабских стран были воодушевлены экономическими возможностями, существующими в ОАЭ, и мигрировали в Объединённые Арабские Эмираты в поисках работы. В последнее время также появляются экономические мигранты из Армении и армяне из России.
Около 10 % армянского населения составляют бизнесмены и частные предприниматели, занятые в торговле, строительстве, туризме. Среди представителей общины также есть врачи, преподаватели, архитекторы, экономисты, специалисты в сфере высоких технологий.

## Религия

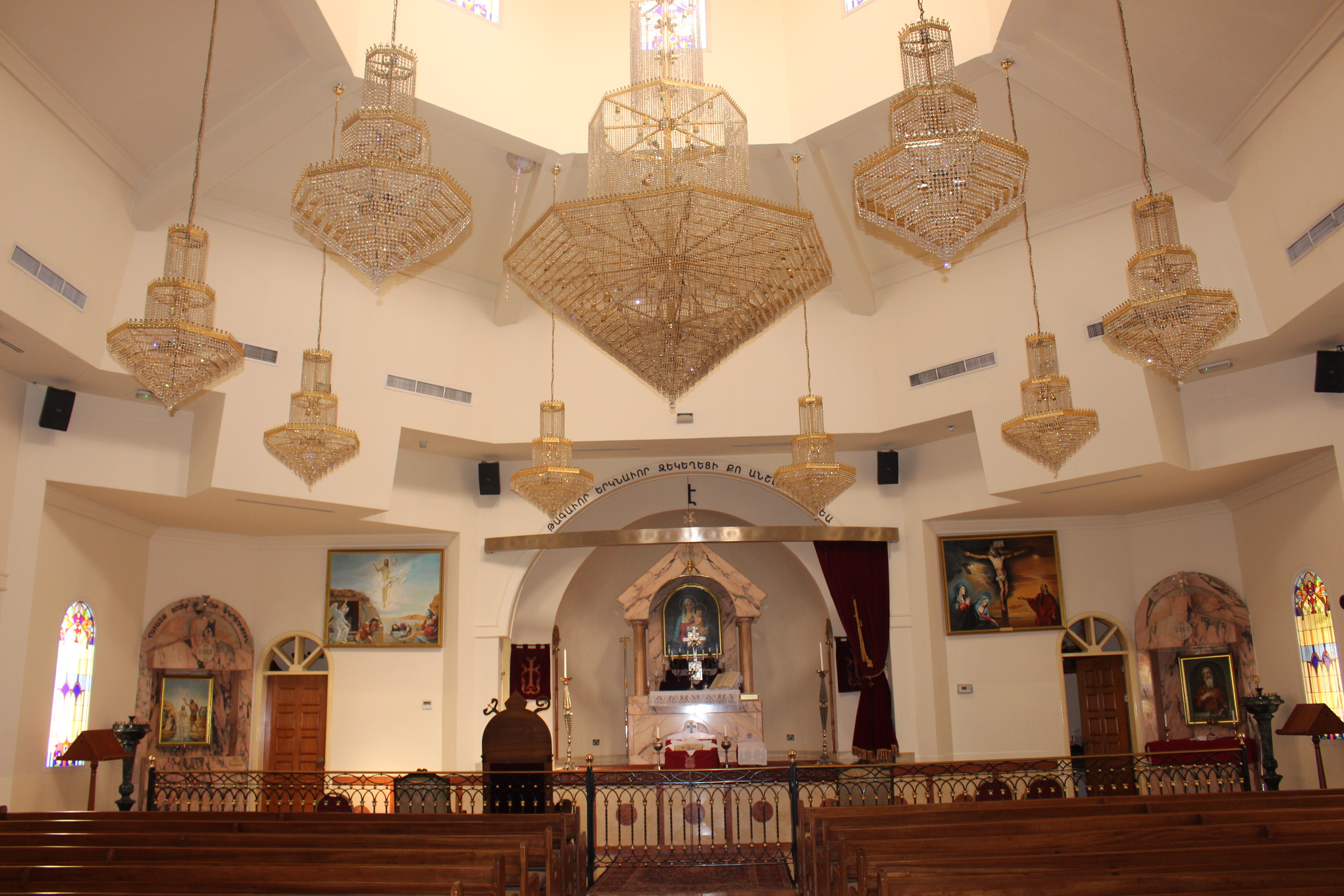
Интерьер армянской апостольской церкви Святого Григория Просветителя в Шардже

Большинство армян в Объединённых Арабских Эмиратах — представители Армянской апостольской церкви, находящиеся под юрисдикцией католикосата Великого Дома Киликии (также известного как Святой Престол Киликии).
Киликийский католикосат учредил Епархию Кувейта и стран Персидского залива со штаб-квартирой в Кувейте, в юрисдикцию которой входят армянские церковные общины стран Персидского залива, включая ОАЭ.
Армянский католикосат с разрешения и финансовой поддержки эмирата Шарджа основал церковь Святого Григория Просветителя в Эль-Ярмуке, Шарджа, которая стала первой в истории армянской церковью, основанной в Объединённых Арабских Эмиратах.
Католикосом-представителем епархии является епископ Месроб Саркисян, который также представляет армянское население Катара. Преподобный Арам Декерменджян — приходской священник армянской общины в Шардже и столице Абу-Даби, епископом является Ваче Балекджян.